# Guillaume d’Hugues
Guillaume d’Hugues de la Mothe (* 1690 bei Gap; † Januar 1774 in Grenoble) war ein französischer Geistlicher. Er wurde 1723 Kommendatarabt des Zisterzienser-Klosters Varennes, 1741 Bischof von Nevers und 1751 Erzbischof von Vienne.

## Leben und Wirken
Guillaume d’Hugues de la Mothe wurde 1690 auf dem väterlichen Schloss la Mothe bei Gap, Frankreich, geboren. 1723 erhielt er die Abtei des Zisterzienser-Klosters Varennes. 1740 wurde er zum Bischof von Nevers gewählt und am 5. März 1741 zum Bischof geweiht. 1751 wurde er zum Erzbischof von Vienne ernannt. Am 25. Juli 1751 erhielt er die Bestätigung durch Papst Benedikt XIV. Die Pfründe trug ihm jährlich 25.000 Livres ein. Er starb im Januar 1774 in Grenoble.